# Brian Laudrup
Brian Laudrup (Bécs, 1969. február 22. –), dán válogatott labdarúgó. Testvére: Michael Laudrup szintén válogatott labdarúgó volt. 2004 márciusában Pelé beválogatta a FIFA 100 tagjai közé.
A dán válogatott tagjaként részt vett az 1998-as világbajnokságon, az 1995-ös konföderációs kupán, az 1992-es és az 1996-os Európa-bajnokságon.

## Sikerei, díjai
Brøndby
- Dán bajnok (2): 1987, 1988

Bayern München
- Német szuperkupa-győztes (1): 1990

AC Milan
- Olasz bajnok (1): 1993–94
- Bajnokok ligája győztes (1): 1993–94

Rangers
- Skót bajnok (3): 1994–95, 1995–96, 1996–97
- Skót kupagyőztes (1): 1995–96
- Skót ligakupa-győztes (1): 1996–97

Chelsea
- UEFA-szuperkupa győztes (1): 1998

Dánia
- Európa-bajnok (1): 1992
- Konföderációs kupa győztes (1): 1995

Egyéni
- Az év dán labdarúgója (4): 1989, 1992, 1995, 1997
- Az év skót labdarúgója (1): 1995